# Classe de Concentração de Shapley–Sawyer

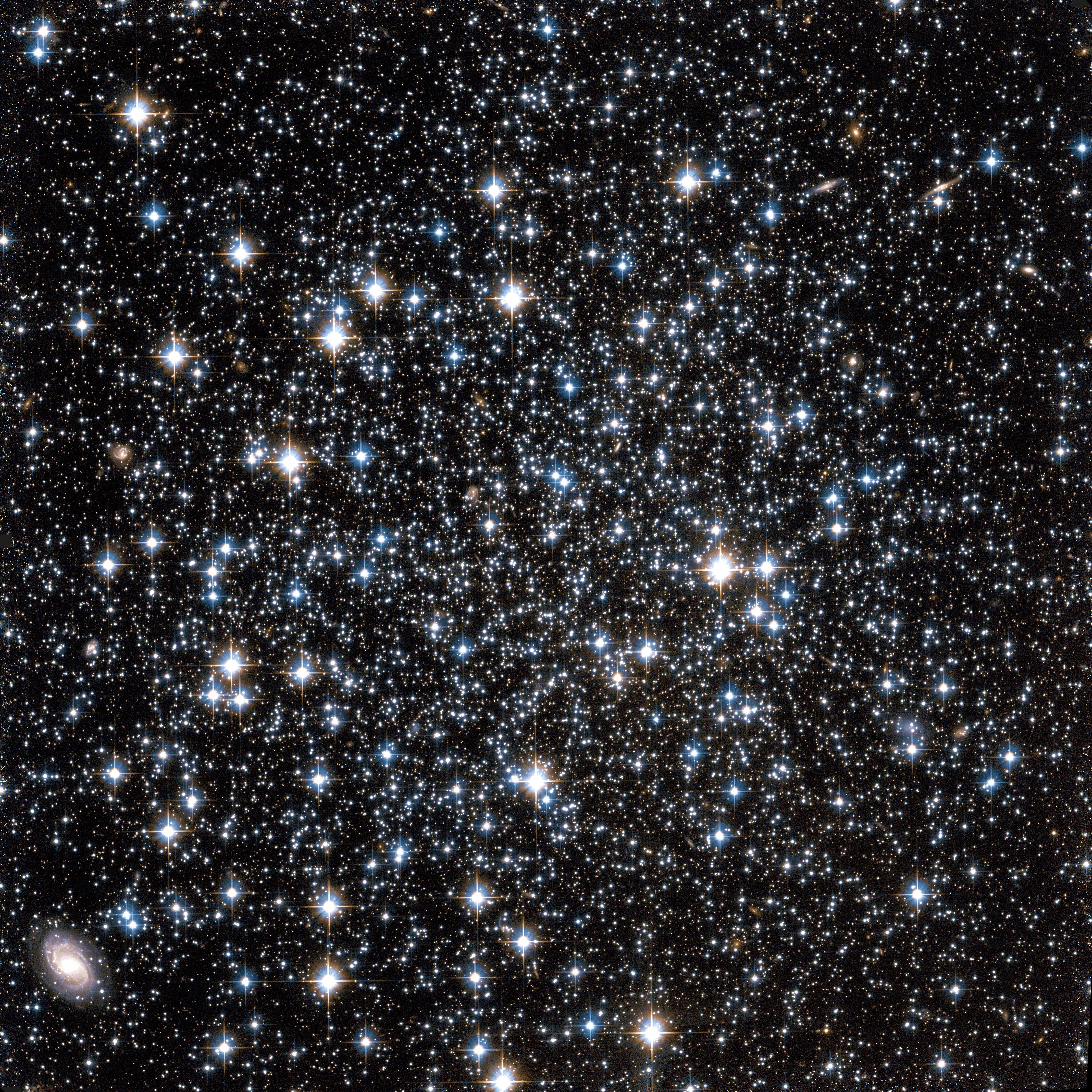
NGC 5466, um exemplo de aglomerado globular de classe XII.

A Classe de Concentração de Shapley–Sawyer é um sistema de classificação para aglomerados globulares em uma escala de 1 a 12 usando números romanos, de acordo com sua concentração estelar. Os aglomerados com a maior concentração como M75 são classificados como Classe I, com concentrações cada vez menores até a Classe XII, como NGC 5466. A classe às vezes é dada com numerais arábicos.

## História
De 1927 e 1929, Harlow Shapley e Helen Sawyer Hogg começaram a categorizar aglomerados globulares de acordo com o grau de concentração estelar. Esse sistema de classificação ficou conhecido como Classe de Concentração de Shapley–Sawyer.